# ICMP Echo Reply
ICMP Echo Reply jest komunikatem protokołu ICMP. Wiadomość ta zostaje wysłana w odpowiedzi na żądanie ICMP Echo Request. Komunikaty ICMP Echo Request i ICMP Echo Reply są wykorzystywane przez program ping oraz niektóre wersje traceroute w celu sprawdzenia działania połączenia sieciowego. 
Format komunikatu:
| 00            | 01            | 02            | 03            | 04            | 05            | 06            | 07            | 08            | 09            | 10            | 11            | 12            | 13            | 14            | 15            | 16                      | 17                      | 18                      | 19                      | 20                      | 21                      | 22                      | 23                      | 24                      | 25                      | 26                      | 27                      | 28                      | 29                      | 30                      | 31                      |
| ------------- | ------------- | ------------- | ------------- | ------------- | ------------- | ------------- | ------------- | ------------- | ------------- | ------------- | ------------- | ------------- | ------------- | ------------- | ------------- | ----------------------- | ----------------------- | ----------------------- | ----------------------- | ----------------------- | ----------------------- | ----------------------- | ----------------------- | ----------------------- | ----------------------- | ----------------------- | ----------------------- | ----------------------- | ----------------------- | ----------------------- | ----------------------- |
| Typ = 0       | Typ = 0       | Typ = 0       | Typ = 0       | Typ = 0       | Typ = 0       | Typ = 0       | Typ = 0       | Kod = 0       | Kod = 0       | Kod = 0       | Kod = 0       | Kod = 0       | Kod = 0       | Kod = 0       | Kod = 0       | Suma kontrolna nagłówka | Suma kontrolna nagłówka | Suma kontrolna nagłówka | Suma kontrolna nagłówka | Suma kontrolna nagłówka | Suma kontrolna nagłówka | Suma kontrolna nagłówka | Suma kontrolna nagłówka | Suma kontrolna nagłówka | Suma kontrolna nagłówka | Suma kontrolna nagłówka | Suma kontrolna nagłówka | Suma kontrolna nagłówka | Suma kontrolna nagłówka | Suma kontrolna nagłówka | Suma kontrolna nagłówka |
| Identyfikator | Identyfikator | Identyfikator | Identyfikator | Identyfikator | Identyfikator | Identyfikator | Identyfikator | Identyfikator | Identyfikator | Identyfikator | Identyfikator | Identyfikator | Identyfikator | Identyfikator | Identyfikator | Numer kolejny           | Numer kolejny           | Numer kolejny           | Numer kolejny           | Numer kolejny           | Numer kolejny           | Numer kolejny           | Numer kolejny           | Numer kolejny           | Numer kolejny           | Numer kolejny           | Numer kolejny           | Numer kolejny           | Numer kolejny           | Numer kolejny           | Numer kolejny           |
| Dane          |               |               |               |               |               |               |               |               |               |               |               |               |               |               |               |                         |                         |                         |                         |                         |                         |                         |                         |                         |                         |                         |                         |                         |                         |                         |                         |

Komunikat ICMP Echo Reply określają następujące wartości:
- Typ komunikatu równy zero
- Kod komunikatu równy zero
- Dane zawierają dane przesłane w ICMP Echo Request